# Čínské investice v Evropě
Čínské investice v Evropě jsou považovány za významnou součást hospodářského vztahu mezi Evropou a Čínou.

## Současné čínské investice v Evropě
Přímé čínské investice v Evropské unii za rok 2019 pokračovaly v poklesu. Transakce čínských přímých zahraničních investic (PZI) v loňském roce klesly o 33 procent, z 18 miliard EUR za rok 2018 na 12 miliard EUR v roce 2019.
Pokles je v souladu s klesající trajektorií čínských globálních odchozích investic od roku 2016, která se v posledních pěti letech výrazně změnila a razantně ovlivnila Evropu. Odchozí investice Číny dosáhly vrcholu v roce 2016, po desetiletí dvouciferného růstu, a od té doby je na sestupné trajektorii. Poté, co Peking zavedl správní omezení s cílem omezit „iracionální“ odliv kapitálu.

## Geografické rozdělení čínských zahraničních investic v EU
Severní Evropa se od roku 2010 stala poprvé největším příjemcem čínského kapitálu a předstihla „Velkou 3“ (Velká Británie, Německo a Francie), která tradičně získávala čínského kapitálu nejvíce. Z těchto tří zemí se však umístila Velká Británie nejlépe a v roce 2019 zůstala druhým největším příjemcem čínských zahraničních investic a to zejména díky akvizici dalších podílů společnosti Jiangsu Shagang ve firmě Global Switch. Severní Evropa poprvé od roku 2010 nahradila „Velkou 3“ jako nejlepší region a získala 53 procent všech čínských investic. To bylo způsobeno zejména několika velkými obchody v oblasti fúzí a akvizic, včetně Anta akvizice Amer za 5,6 miliardy EUR, která z Finska učinila největší přijímající zemi pro čínské investice v roce 2019 a investice Číny Evergrande do NEVS za 830 milionů EUR, která udělala ze Švédska třetího největšího příjemce v žebříčku.

## Sektorové rozdělení čínských zahraničních investic v EU
Sektorový mix čínských investic v Evropě byl v roce 2019 poměrně koncentrovaný, mnohem více než v předchozím roce. V roce 2019 obdržely čtyři sektory více než 80 procent z celkového objemu čínských investic v rámci celé Evropské unie. Sektor spotřebních výrobků a služeb byl největším příjemcem a získal více než 40 procent z celkového počtu. Bylo to však způsobeno jedním obchodem: Antovou akvizicí Finska, skupina sportovních potřeb Amer za 5,6 miliardy EUR, která byla čtvrtou největší čínskou akvizici v EU od roku 2000. Dále například převzetí italské společnosti Haier, výrobce domácích spotřebičů Candy. Na druhém místě i přes zvýšený evropský dohled zůstaly investice do informačních a komunikačních technologií s 20 procenty z celkového počtu všech investic. Třetí místo zaujímají investice do automobilového průmyslu a na čtvrtém místě investice do dopravy, veřejných služeb a infrastruktury. Přetrvávající pohledávka čínských PZI o informační a komunikační technologie ukazuje na pokračující zájem čínských firem o evropské technologické společnosti a know – how.